# 小松川信用金庫
小松川信用金庫（こまつがわしんようきんこ、英語：komatsugawa Shinkin Bank）とは東京都江戸川区に本店を置く信用金庫である。
2001年（平成13年）4月より「Σ(シグマ)バンク」の名で東榮信用金庫・亀有信用金庫・足立成和信用金庫と提携関係にある。都内信用金庫では最古の歴史をもち、2018年（平成30年）11月に創立100周年を迎えた。

## 沿革
- 1918年（大正7年）11月 - 産業組合法に基づく有限責任小松川町信用購買組合として設立。
- 1932年（昭和7年）2月 - 有限責任小松川町信用組合に改称。
- 1950年（昭和25年）2月 - 小松川信用組合に改組。
- 1952年（昭和27年）9月 - 信用金庫法制定に伴い、小松川信用金庫に改組。

## 店舗網
- 東京都（9店）：江戸川区（6店）、葛飾区（2店）、江東区（1店）

- 千葉県（1店）：市川市（1店）